# حرب استنزاف

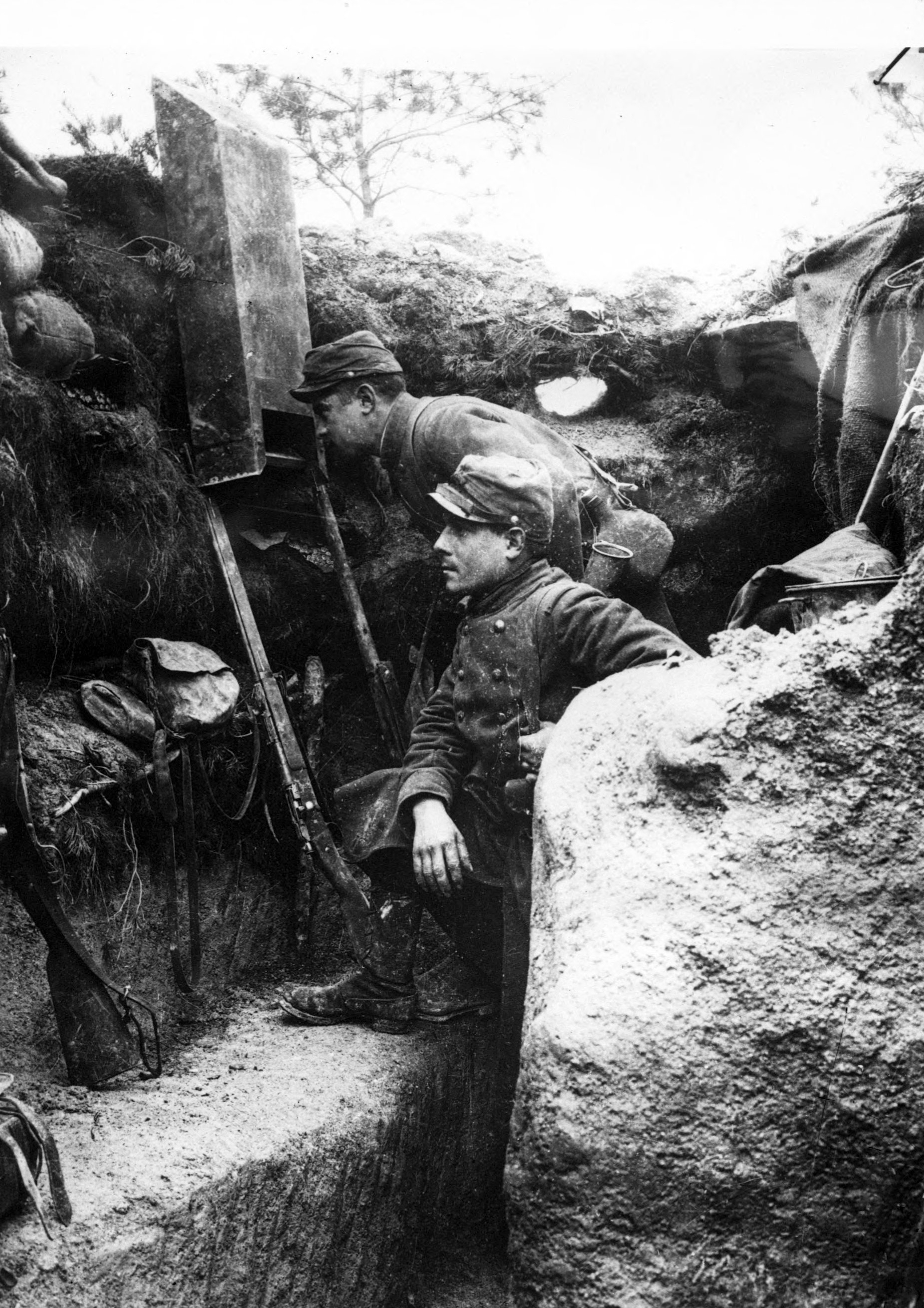

للمقالة حول حرب الاستنزاف بين مصر وإسرائيل، انظر حرب الاستنزاف.
حرب الاستنزاف هو مفهوم استراتيجي يعني أنه لكي يتم الانتصار في حرب ما، يجب إضعاف العدو إلى الانهيار عن طريق إحداث الخسائر البشرية أو العسكرية. الجهة المنتصرة في الحرب تكون عادة الجهة التي تمتلك عدد أكبر من المصادر والاحتياطات. يمكن اعتبار حرب فيتنام مثالاً على حروب الاستنزاف، إذا أن الاستراتيجية الأمريكية كانت تهدف لإضعاف الخصم إلى أن يفقد قدرته على المواصلة في الحرب.
أغلب العلماء العسكريين في خلال التاريخ ينظرون لحروب الاستنزاف كشيء يجب تفاديه، إذ أن حرب الاستنزاف تمثل محاولة لطحن العدو من خلال الأعداد المتفوقة، وهذا الأمر يخالف المبادئ العادية للحروب، حيث تتحقق الانتصارات الحاسمة من خلال المناورات، وتركيز القوة، والمفاجأة، وغير ذلك.
من ناحية أخرى، الجانب الذي يدرك بأنه المتضرر الأكبر في حروب المناورة قد يبحث عن حرب الاستنزاف لكي يهزم تفوق خصمه. إذا كان كلا الجانبين متقاربين في القوة، نتيجة حرب الاستنزاف تكون غالباً انتصاراً باهض الثمن. تحتوي الحروب دائماً على عنصر الاستنزاف. من الناحية التاريخية، طرق الاستنزاف تتم عادة بعد أن يتضح الأمر بأن الطرق الأخرى تؤدي للفشل أو أنها غير ممكنة عملياً.

## التاريخ

### أمثلة من حرب استنزاف
- معركة أكتيوم عام 31 ق.م. أثناء الحروب الأهلية الرومانية.
- إمبراطورية داي ڤييت (المعروفة اليوم باسم ڤيتنام) صدت 3 ثلاث هجمات من قوبلاي خان (حفيد جنگيز خان وآخر خانات الإمبراطورية المنغولية) في 1258، 1285 و 1288.
- The American strategy during the الحرب الثورية الأمريكية.
- قتال الخنادق في الحرب الأهلية الأمريكية، وخصوصاً حصار پيترسبرغ.
- قتال الخنادق في الحرب العالمية الأولى، بما فيهم معركة السوم (1916)، معركة فردن والعديد غيرهم.
- Static battle في الحرب العالمية الثانية، بما فيها المراحل الأولى من معركة ستالينجراد.
- حرب فيتنام.
- حرب الأستنزاف بين مصر والكيان الصهيوني (إسرائيل) 1967-1970.